# Фирс, Джеремайя
Джерема́йя Фирс (англ. Jeremiah Fears; род. 14 октября 2006, Джолиет) — американский баскетболист, выступающий в НБА за команду «Нью-Орлеан Пеликанс». Играет на позициях разыгрывающего и атакующего защитника.

## Ранние годы
Выступал за старшую школу Джолиет Уэст в качестве второгодки. Третий год в старшей школе провёл в Аризоне Компасс Преп из Чандлера, набирая в среднем за игру 14,2 очка, 3,6 подбора, 2,3 передачи и 2,5 перехвата.

## Карьера в колледже
22 января 2024 года согласился присоединиться к баскетбольной команде Иллинойсского университета в Урбане-Шампейне, отказавшись от предложений «Провиденса», «Канзаса», «Мичигана» и «Оле Мисс». Однако 1 июля поменял своё решение и перешёл в баскетбольную команду Оклахомского университета. В своём единственном сезоне в колледже принял участие в 34 матчах, набирал в среднем за игру 17,1 очка, 4,1 подбора, 4,1 передачи и 1,6 перехвата и в итоге попал в сборную первокурсников Юго-Восточной конференции. В апреле 2025 года заявил о том, что выставит свою кандидатуру на предстоящий драфт НБА.

## Карьера в НБА
На драфте НБА 2025 года был выбран под общим 7-м номером командой «Нью-Орлеан Пеликанс».

## Статистика

### Статистика в NCAA
| Сезон | Команда  | Conf  | Class | GP | GS | MPG  | FG%  | 3P%  | FT%  | RPG | APG | SPG | BPG | PPG  |
| --- | -------- | ----- | ----- | -- | -- | ---- | ---- | ---- | ---- | --- | --- | --- | --- | ---- |
| 2024/25 | Оклахома | SEC   | FR    | 34 | 31 | 30,2 | 43,4 | 28,4 | 85,1 | 4,1 | 4,1 | 1,6 | 0,1 | 17,1 |
| Всего | Всего    | Всего | Всего | 34 | 31 | 30,2 | 43,4 | 28,4 | 85,1 | 4,1 | 4,1 | 1,6 | 0,1 | 17,1 |
| Наведите курсор мыши на аббревиатуры в заголовке таблицы, чтобы прочесть их расшифровку Статистика приведена с сайта sports-reference.com |          |       |       |    |    |      |      |      |      |     |     |     |     |      |